# Г-код
Г-код (енгл. G-code) је врста симболичког кода који се најчешће користи за контролу обрадних операција рачунарских нумерички управљаних машина (РНУ машина), заједно са М-кодом.
То је скуп функција које врше помјерање алата и-или објекта, промјену брзине, и бушење-глодање-варење или друге операције, у зависности од машине. Није потпуно стандардизован, већ сваки произвођач обично додаје неке команде специфичне за своје производе. О томе треба водити рачуна при кориштењу програма с једне машине на другој.
Стандард који се углавном прати у САД је RS274D, а у Европи често DIN 66025 или ISO 6983.

## Г-Кодови и њихова употреба
Приказани су неки важнији Г-кодови и М-кодови по ISO стандардима.
- Вртење алатке (ножа) (или објекта, зависно од машине) у смјеру казаљке на сату (удесно), Вртење алатке улијево, Заустави вртење
- Хлађење или подмазивање укључено, Х. или п. искључено
- Програм стоп
- Заустави програм, премотај на почетак
- Зови потпрограм
- Врати се из потпрограма
- Заустави програм, опциони стоп
- константна површинска брзина, константна брзина вртења алатке
- највећа брзина вртења
- брзина помјерања објекта (mm по ротацији), mm/минути
- брзо помјерање, линеарна интерполација (ако се сјече у правој линији)
- брзина помјерања објекта
- брзина вртења
- , Координате смјера

## Примјер употребе
Примјер Г-кода, који ствара цилиндрични објект дужине једног инча, на РНУ токарској машини. Са N су означене линије програма, а повремене M команде служе за контролу саме машине.
М-кодови контролишу читаву машину, и функције као старт, стоп, укључивање течности за хлађење и тако даље.
| Линија | Код | Опис |
| ------ | --- | --- |
|        |     | Укључи посматрање |
|        |     | Одмакни нож од објекта, на позицију                                                                                                |
|        |     | Подеси највећу брзину вртења |
|        |     | Опциони стоп |
|        |     | Изабери алат #3, користи координате алата са линије 3 програмске табеле, позиционирај носач алата да изабере нови нож              |
|        |     | Промјењива брзина резања 854 стопе у минути, висока брзина вртења, почни са ротацијом удесно, почни са сипањем течности за хлађење |
|        |     | Позиционирај нож на тачку 1.1 инч од почетка објекта и 0.05 инча од стране                                                         |
|        |     | Настави хоризонтално док нож није 1 инч од линије датума                                                                           |
|        |     | Настави док нож није у средини |
|        |     | Брзо помјерање на 1.1 инча од почетка објекта                                                                                      |
|        |     | Настави помјерање све док нож није на крају завршене спољашње димензије                                                            |
|        |     | Помјери хоризонтално док објект није доведен до 1 инч дијаметра до датум линије                                                    |
|        |     | Заустави ротацију, прекини прскање течности за хлађење                                                                             |
|        |     | Иди на почетну X позицију, затим на почетне позиције осталих оса                                                                   |
|        |     | Искључи праћење оптерећења |
|        |     | Заустави програм, промјени објект ако треба, иди на почетак                                                                        |